# Flacillula lubrica
Flacillula lubrica är en spindelart som först beskrevs av Simon 1901.  Flacillula lubrica ingår i släktet Flacillula och familjen hoppspindlar. Inga underarter finns listade i Catalogue of Life.